# Machetá (ort i Colombia)
Machetá är en ort i Colombia.   Den ligger i departementet Cundinamarca, i den centrala delen av landet, 70 km nordost om huvudstaden Bogotá. Machetá ligger 2 117 meter över havet och antalet invånare är 1 742.
Terrängen runt Machetá är kuperad västerut, men österut är den bergig. Machetá ligger nere i en dal. Runt Machetá är det ganska tätbefolkat, med 67 invånare per kvadratkilometer. Närmaste större samhälle är Chocontá, 11,1 km nordväst om Machetá. Omgivningarna runt Machetá är en mosaik av jordbruksmark och naturlig växtlighet.